# Hopewellkulturen

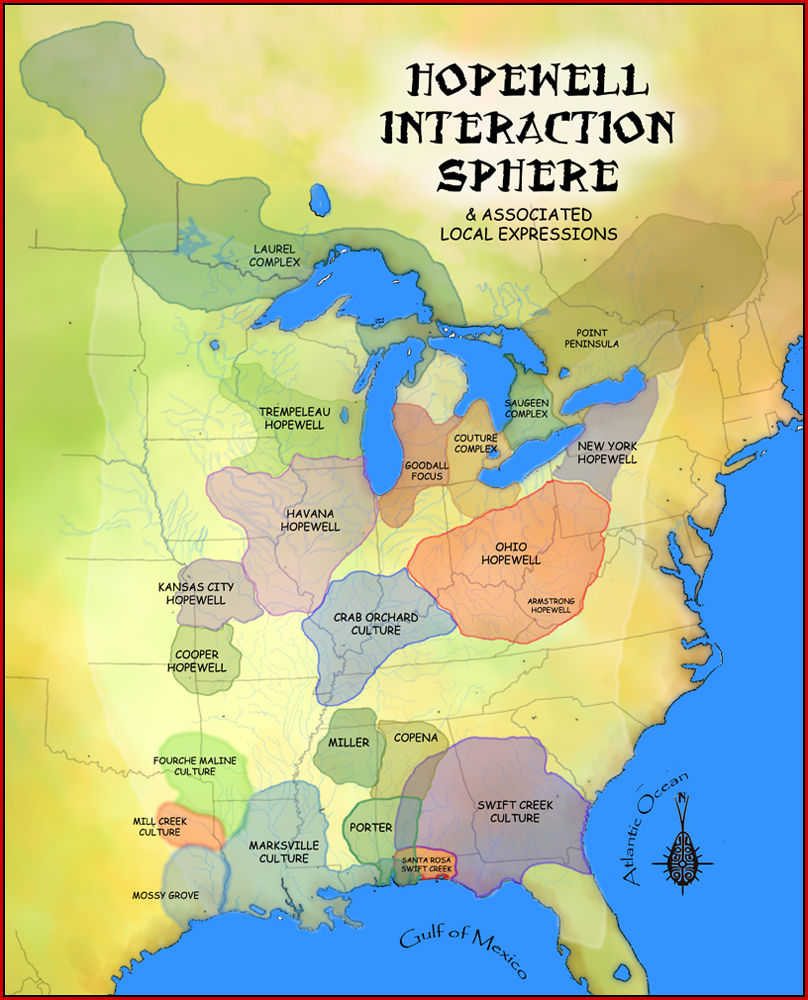
Hopewelltraditionens interaktionsområde.

Hopewell eller Hopewellkulturen var en arkeologisk kultur i den nuvarande amerikanska mellanvästern. Hopewellkulturen blomstrade från 200 f.Kr. till 500 e.Kr. Hopewellkulturen ingick i kulturkompleх med en gemensam kärna, som delades av många arkeologiska kulturer och benämns därför i modern forskning oftast Hopewelltraditionen (se karta).

## Hopewellkulturen
Området mellan Stora sjöarna i norr och Mexikanska golfen i söder befolkades tidigast för 10.000 år sedan av invandrare från väster. På 500-talet e.Kr. följde nya folkvandringar, och de primitiva jägarna och fiskarna avlöstes av jordbrukare som odlade majs och tobak, förfärdigade verktyg av kallhamrad koppar och begravde de dödas ben i jordhögar. Det var vad man brukar kalla högbyggarkulturen (mound-builders), som senare nådde en höjdpunkt i Ohiodalen, den s.k. Ohio Hopewell eller Hopewellkulturen.

## Hopewelltraditionen
De arkeologiska kulturerna inom Hopewelltraditionen var förbundna genom ett gemensamt handelsnätverk, av forskningen kallat Hopewell Exchange System. Detta nätverk innefattade som mest förbindelser från nuvarande Florida, till nuvarande Manitoba.